# 哈蒙尼厄斯鎮區 (北達科他州伯克縣)
哈蒙尼厄斯鎮區（英語：Harmonious Township）是位於美國北達科他州伯克縣的一個鎮區。

## 地方資料
哈蒙尼厄斯鎮區的面積為93.32平方千米，當中陸地面積為91.92平方千米，而水域面積為1.40平方千米。根據2010年美國人口普查的數據，當地共有人口20人，而人口密度為每平方千米0.21人。